# Hemophiliac
 (novembre 2023).
Hemophiliac est un double album du groupe composé de Ikue Mori, Mike Patton et John Zorn paru chez Tzadik en 2002 en édition limitée à 2500 exemplaires autographiés par les membres du groupe, et aujourd'hui[Quand ?] épuisé. Le groupe joue une musique improvisée/expérimentale/noise enregistrée dans plusieurs lieux différents.

## Titres
|        | CD 1                |       |
| 1-1.   | Skin Eruptions      | 10:59 |
| 1-2.   | Edema               | 15:13 |
| 1-3.   | Stretch Marks       | 7:13  |
| 1-4.   | The Stitch          | 1:14  |
| 1-5.   | Malabsorption       | 8:52  |
| 1-6.   | High Anxiety        | 11:17 |
| 1-7.   | Dizzy Spells        | 4:02  |
| 1-8.   | Mood Swing          | 4:16  |
|        | CD 2                |       |
| 2-1.   | Gotu Kola           | 8:33  |
| 2-2.   | Black Kohosh        | 4:03  |
| 2-3.   | The Squaw Vine      | 7:22  |
| 2-4.   | Blessed Thistle     | 8:50  |
| 2-5.   | Sillymarin          | 1:56  |
| 2-6.   | Red Clover          | 6:29  |
| 2-7.   | Chlorophyll Enemas  | 14:17 |
| 2-8.   | The Black Radish    | 1:53  |
| 2-9.   | Essence Of Primrose | 3:31  |
| 2-10.  | Dong Quai           | 7:57  |
| 128:20 |                     |       |

## Personnel
- Ikue Mori - boîte à rythmes, électronique
- Mike Patton - voix, électronique
- John Zorn - saxophone alto, voix